# 施世黻
施世黻（？—？），字交猷，號盛園，是施世榜之弟，排行老四，康熙四十四年（1705年）參加福建省鄉試中武舉，朱一貴事件時耗費家財募集人手，從軍並獻上十策。後隨南澳總兵藍廷珍攻打鹿耳門，《泉州府志》載戰後獻俘時其戰袍「血淋注地，同列見之，皆失色」，而後施世黻因功獲得都司僉書一職，但不久便去世，年僅四十。
而除了軍功之外，臺灣道梁文煊倡議重建臺灣府孔廟時，施世黻亦有參與。